# Vjekoslav Bevanda
Vjekoslav Bevanda, född 13 maj 1956 i Mostar, Federationen Bosnien och Hercegovina i Bosnien och Hercegovina (dåvarande Folkrepubliken Bosnien och Hercegovina i Folkrepubliken Jugoslavien), är en bosnienkroatisk politiker och var Bosnien och Hercegovinas premiärminister (officiell titel: ordförande för ministerrådet). Han representerade partiet Kroatiska demokratiska unionen i Bosnien och Hercegovina (HDZ).